# Satmar

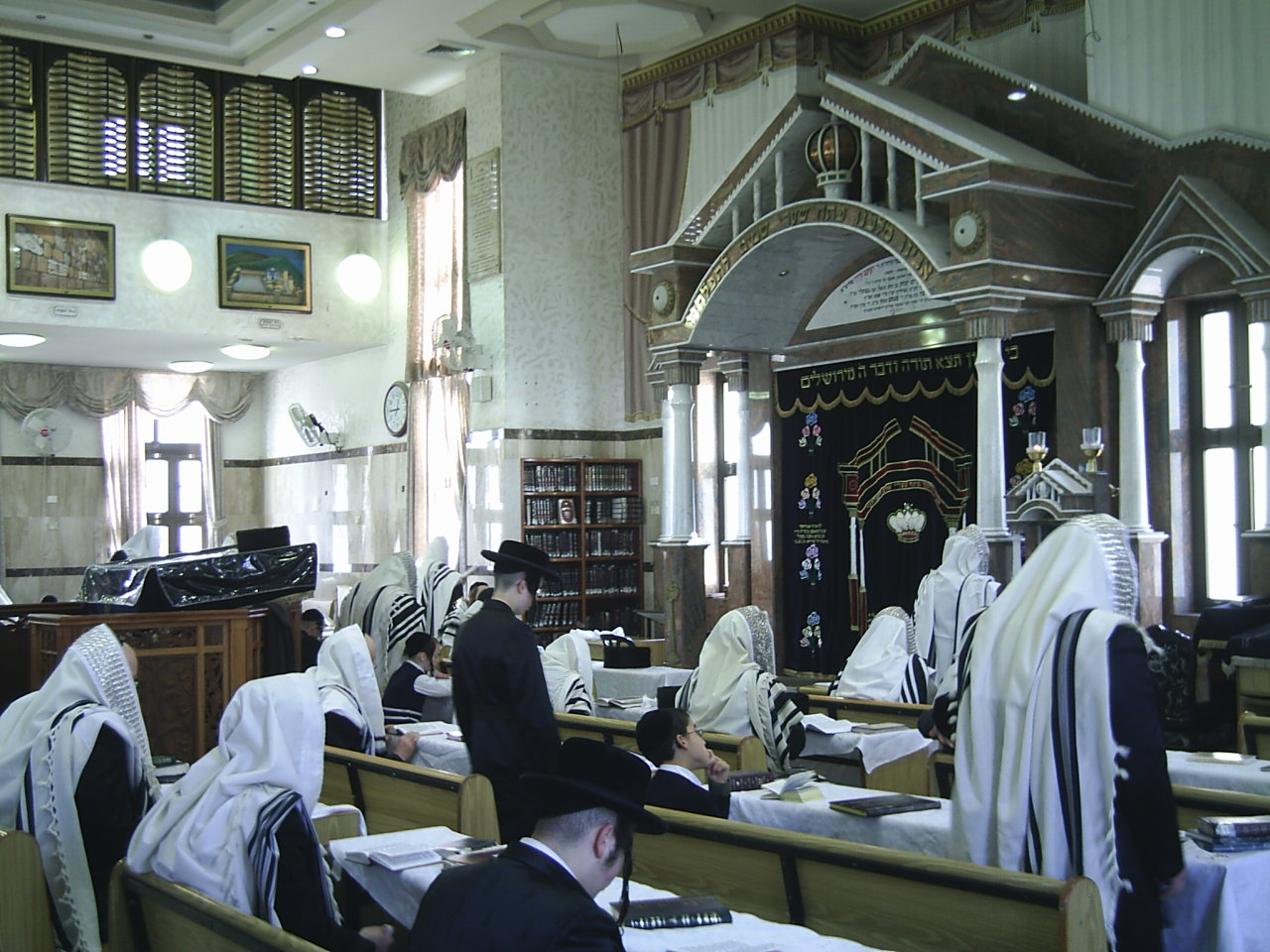
Satmarer Synagoge in Jerusalem

Satmar (hebräisch סאטמאר, auch סאטמר; jiddisch סאטמאר satmar) ist eine chassidische Gruppierung („Hof“), die von Rabbi Joel Teitelbaum 1905 begründet wurde. Sie ist nach ihrem Entstehungsort benannt, der Stadt Satu Mare (deutsch Sathmar), die damals zum Königreich Ungarn gehörte und heute im äußersten Nordwesten Rumäniens liegt. Nach der Schoah im Zweiten Weltkrieg wurde die Sondergemeinschaft in New York wiedergegründet.

## Geschichte
Am 15. Februar 1904 starb Chananja Jom Tow Lipa Teitelbaum, Rebbe der chassidischen Gruppierung in Marmaroschsiget. Sein älterer Sohn, Chaim Zwi, erbte seine Stelle. Eine kleine Gruppe seiner Anhänger betrachtete den zweiten Sohn, Joel, als rechtmäßigen Nachfolger. Joel verließ Marmaroschsiget; nach einem Aufenthalt bei seinem Schwiegervater in Radomyśl Wielki siedelte er am 8. September 1905 nach Satu Mare (jiddisch: Satmar, Satmer) um. Dort scharte er Anhänger um sich und nannte sich nach kurzer Zeit Satmarer Rebbe.
Im Frühling 1911 wurde Chaim Zwi Teitelbaum zum Rabbiner der Stadt Ilosva ernannt. 1920, infolge des Vertrages von Trianon, wurde der nordöstliche Teil Ungarns – die Basis der Sigheter Sekte – zwischen Rumänien und der Tschechoslowakei aufgeteilt. Viele Chassidim in der ČSR konnten nicht mehr regelmäßig zu Haim Zwis „Hof“ in Rumänien reisen und wandten sich zu Joel. 1926 starb Haim Zwi. Offiziell wurde er von seinem 14-jährigen Sohn Jekusiel Jehuda beerbt; aber fast alle Sighet-Chassidim wurden Anhänger des Satmarer Rebben, der jetzt eine große Gefolgschaft hatte.

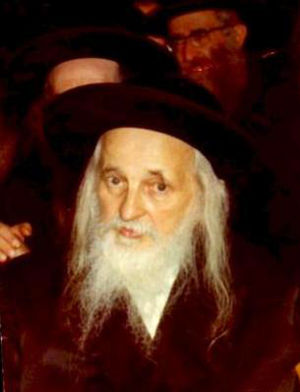
Rabbi Joel Teitelbaum, Begründer der Satmarer Gemeinschaft, 1958 in den Vereinigten Staaten

1944 wurde Joel Teitelbaum durch den Kasztner-Zug vor der Deportation in ein Vernichtungslager gerettet. Am 26. September 1946 übersiedelte er nach New York. Dort begann er mit dem Wiederaufbau seiner vom Holocaust schwer betroffenen Gemeinschaft. Im April 1948 wurde der Kahal Jetew Lew d’Satmar gegründet, die offizielle Organisation der Gruppierung. Im Gegensatz zur rechtlichen Lage in den alten jüdischen Gemeinden in Europa konnten die Satmarer und andere chassidische Bewegungen in den Vereinigten Staaten ihre eigenen, unabhängigen Verbände etablieren. Die Statuten von Kahal Jetew Lew erkannten Joel Teitelbaum als das lebenslange geistliche Oberhaupt der Gemeinschaft an. 1968 waren die Satmarer mit 1300 Familien bereits die größte chassidische Gruppe in New York.
1979 starb Joel Teitelbaum und wurde von seinem Neffen Moshe Teitelbaum als Nachfolger beerbt. Seit dessen Tod im Jahr 2006 streiten dessen Söhne Aaron und Salman Leib um das Erbe. Beide erheben den Anspruch, der rechtmäßige Nachfolger als Rebbe zu sein; Salman Leib ist der Hauptrabbiner der großen Satmarer Gemeinde in Williamsburg (Brooklyn), und Aarons Zentrum ist Kiryas Joel.

## Anhängerschaft
Die Anhänger werden Satmarer Chassidim (oder Chassiden) genannt. Die größte Zahl der Anhängerschaft lebt in Williamsburg in Brooklyn, New York City, gefolgt von Kiryas Joel (New York), Boro Park (Brooklyn) und Monsey (New York) sowie anderen ultraorthodoxen Ballungszentren. 1990 gab es 23.000 Schüler in den Ausbildungsanstalten der Satmarer Chassidim: 19.000 in den USA, 2.000 in Israel, 1.000 in Großbritannien und weitere 1.000 in Österreich, Belgien, Brasilien und Argentinien.
Quellen von 2006 besagten, dass die Satmarer 119.000 Anhänger – samt Frauen und Kinder – hätten und damit die größte Bewegung des heutigen Chassidismus seien. Der Soziologe Samuel Heilman gab eine ähnliche Zahl, 120.000, an. Der Anthropologe Jacques Gutwirth schrieb hingegen 2004, dass es nur 50.000 Mitglieder in den Satmarer Gemeinden weltweit gebe, Chassidim und deren Familienangehörige zusammengerechnet. Marcin Wodziński kam 2016 aufgrund des Auszählens interner Telefonlisten auf weltweit 26.078 Haushalte, was umgerechnet mit dem von ihm als durchschnittliche Haushaltsgröße betrachteten Faktor 5,5 eine Mitgliederzahl von gegen 150.000 Personen (einschließlich Frauen und Kinder) ergab. Mit einem Anteil von 20,2 % am weltweiten Chassidismus sind die Satmarer dessen mit Abstand größte Gemeinschaft; als nächstgrößte Gruppierungen folgen Chabad Lubawitsch mit einem Anteil von 16.376 Haushalten und Ger mit einem solchen von 11.859 Haushalten. Die Sekte verfügt über ein Vermögen von rund einer Milliarde Dollar in den Vereinigten Staaten.
Ein in den USA bekanntes, von Satmarern gegründetes und geleitetes Unternehmen ist der Einzelhändler B&H Foto & Electronics Corp. Die B&H-Filialen bleiben am Schabbat (jiddisch: Schabbes), also von Freitag- bis Samstagabend, geschlossen. Die für die kommenden Wochen gültigen Zeiten werden online bekanntgemacht. Auch Onlineaufträge werden am Schabbat nicht bearbeitet.

## Ideologie
Hauptmerkmal der Satmarer Chassidim ist die strikte Ablehnung des Zionismus. Sie sind der Meinung, dass ausschließlich der von Gott gesandte Messias das Recht habe, einen jüdischen Staat zu errichten. Joel Teitelbaum war ein Vertreter der ungarischen Ultraorthodoxie (nicht zu verwechseln mit dem allgemeinen ultraorthodoxen Judentum), einer in den 1860er Jahren entstandenen Strömung. Geführt von Rabbiner Hillel Lichtenstein (1815–1894), lehnten die Ultraorthodoxen jede Art von Akkulturation und Modernisierung kategorisch ab. Ihre Angriffe richteten sie nicht gegen liberale Neologen, sondern gegen Rabbi Esriel Hildesheimer von Eisenstadt, einen der Begründer der modernen Orthodoxie. Lichtensteins Anhänger waren gezwungen, auch nicht-halachische Quellen zu benutzen, um ihre strenge Weltanschauung zu fördern, und wandten sich zur Aggada. Teitelbaums Opus Magnum, WaJoel Mosche – „Und Mose willigte ein“, das, wie viele rabbinische Werke, ein Bibelzitat als Titel hat (2. Buch Mose 2:21) und zudem ein Wortspiel mit seinem Namen (Joel) enthält, bestätigt, dass jeglicher Versuch, das Exil der Juden vor der Ankunft des Messias zu beenden, verboten sei durch die „Drei Schwüre“, einen aggaditischen Text im Mischnatraktat K'tubbot. Deshalb sei, laut Teitelbaum, Zionismus eine schwere Häresie. Der Rabbiner war ein lebenslanger Gegner der Zionisten und des Staates Israel.
Er und seine Nachfolger waren Vorsitzende von Edah HaChareidis, einer strikt antizionistischen ultraorthodoxen Gemeinschaft in Jerusalem, obwohl keiner der früheren Rabbiner permanent in Jerusalem gelebt hatte; diese Tradition endete im Jahr 2006 mit dem Tod Moshe Teitelbaums.
Der Welt-Autor Hannes Stein argumentiert, die Unaufgeklärtheit und die Ablehnung weltlicher Gerichte mache die Sekte anfällig für Verbrechen wie Kindesmissbrauch.